# Snjegovi Kilimandžara (1952.)
Snjegovi Kilimandžara (eng. The Snows of Kilimanjaro) je film Henryja Kinga iz 1952.

## Radnja
Ovaj raskošan, visokobudžetni film kombinira priče iz života Ernesta Hemingwaya njegovim proslavljenom istoimenim autobiografskim romanom. Dok Harry (Gregory Peck) leži ranjen i ošamućen u jednom afričkom logoru u podnožju snježnih obronaka planine Kilimandžaro, prisjeća se događaja iz svoga života vraćanjem u prošlost. Pisanje, žene i lov su odredili njegov život. U potrazi za njima putovao je svijetom od salona boemskog Pariza, španjolskih ratišta do afričkih ravnica. Sada, u sjeni velike planine i prijeteće smrti zbog gangrene, pokušava dati smisao svojim životnim neuspjesima. 
Film je 1953. dvostruko nominiran za Oscara.